# Trachinotus stilbe
Trachinotus stilbe es una especie de peces de la familia Carangidae en el orden de los Perciformes.

## Morfología
• Los machos pueden llegar alcanzar los 34 cm de longitud total.

## Distribución geográfica
Se encuentra en Ecuador y Perú, incluyendo las Islas Galápagos.